# Casa Codolar
La Casa Codolar és una obra del municipi de Cassà de la Selva (Gironès) inclosa en l'Inventari del Patrimoni Arquitectònic de Catalunya.

## Descripció
Es tracta d'un habitatge urbà unifamiliar entre mitgeres. Presenta estructura de tres crugies exteriorment al nucli de comunicacions amb una torre que sobresurt del conjunt. Hi ha un cancell i una tribuna al primer pis amb elements decoratius de ceràmica que s'incorpora a la façana com a element més representatiu i propi d'una determinada arquitectura urbana. Façana arrebossada imitant pedra. En l'element central i extrems. La balconada és de ferro forjat amb elements florals estilitzats.

## Història
Anteriorment, des de 1869, hi havia un edifici que era utilitzat com a fàbrica de suro. Després, l'any 1925, es va transformar profundament per convertir-lo en habitatge unifamiliar.